# 蟇股
蟇股（かえるまた、「蛙股」とも表記）は、中国から12世紀ごろに伝わった日本の建築における部材のひとつである。中国語では駝峰(中国語版)と称ぶ。2本の水平材の間にあって上に斗を載せる、台形の斜辺に繰形をつけたような材であり、蛙が脚を広げた姿に似ているところからこの名がついたといわれている。当初においては梁の上に置かれて上の材料を受ける構造材であったが、のちに装飾部材としても用いられるようになった。

## 名称
「蟇股」の名前は、蛙が脚を広げた姿に似ているところからつけられたといわれている。しかし、このような形状は平安時代後期にあらわれる本蟇股（後述）のみにみられるものであり、その名称も本蟇股の登場と期を一にするものであると考えられる。
左右に伸びた部分を「脚」、上部を「肩」、斗に接する巻き込んだ部分を「目玉（眼玉）」とよび、脚の間の彫刻部については俗に「はらわた」と呼ぶ。これらは蟇股の形状を実際の蛙にたとえた名称である。

## 背景

### 蟇股の起源としての割束
割束（わりづか）あるいは人字形割束（にんじけいわりづか）と呼ばれる部材が、一般に蟇股の起源であると考えられている。割束の起源は中国であると考えられており、北魏時代の雲崗石窟、唐代の龍門石窟などにその例をみることができる。また、朝鮮半島においても、高句麗の双楹塚壁画に同様の部材が描かれていることが知られている。
こうした中国の割束は、飛鳥様式として日本に伝来した。日本ではこうした割束は法隆寺金堂および回廊、食堂にみることができ、金堂のものは一材をくりぬいた曲線的なもの、後者2つは直線の部材をつなぎ合わせたものである。前久夫は、こうした部材は「原始蟇股」と呼べるとの見解を示す一方で、やはりこれは扠首あるいは束に分類すべきものであり、のちの蟇股とは区別する必要があると述べる。

### 東洋建築における同様の部材

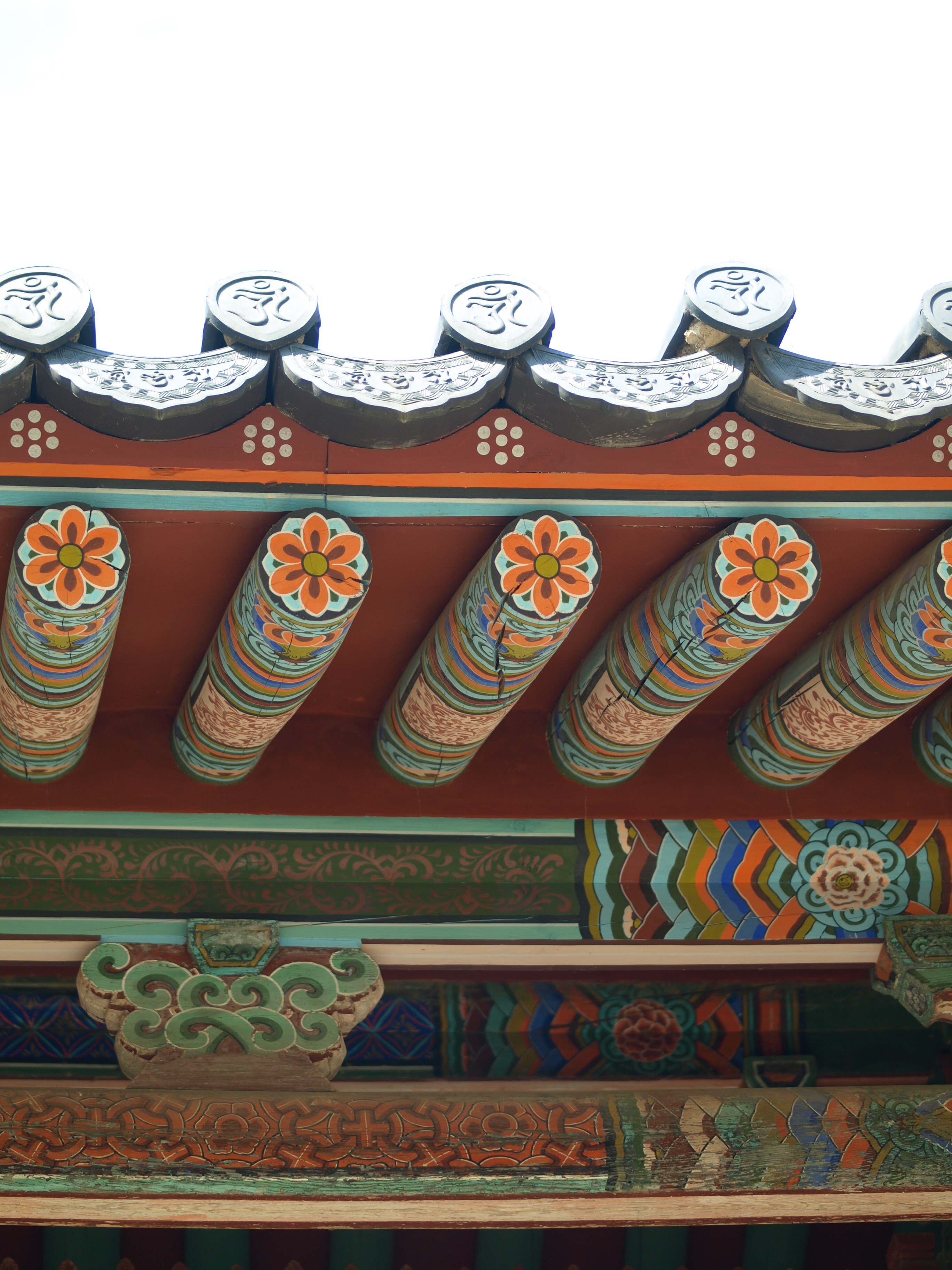
韓国・春川市清平寺華盤

蟇股と同様の部材は後代の東洋建築にもみることができる。中国建築においてはこれを駝峰と呼ぶ。同部材がラクダのこぶに似ていることに由来するこの名称は、北宋時代の1103年に刊行された『営造法式』に記載されている。また、朝鮮建築においては同様の部材を華盤（朝: 화반）と呼ぶ。
蟇股様の建築部材は東アジア建築に一般に存在するものであり、先述の通り、蟇股の起源も中国にたどることができるものである。しかし、日本において蟇股は特に平安時代以降、独特な変化発展を遂げた。近藤豊はこのことについて、「もし日本建築の細部で出藍の誉れありとすれば、まず蟇股を挙げうるのではなかろうかと思う」と論じている。

## 種類と歴史
蟇股は、大きく厚い板状の板蟇股（いたかえるまた）と、中を透かした本蟇股（ほんかえるまた）に分類することができる。

### 板蟇股

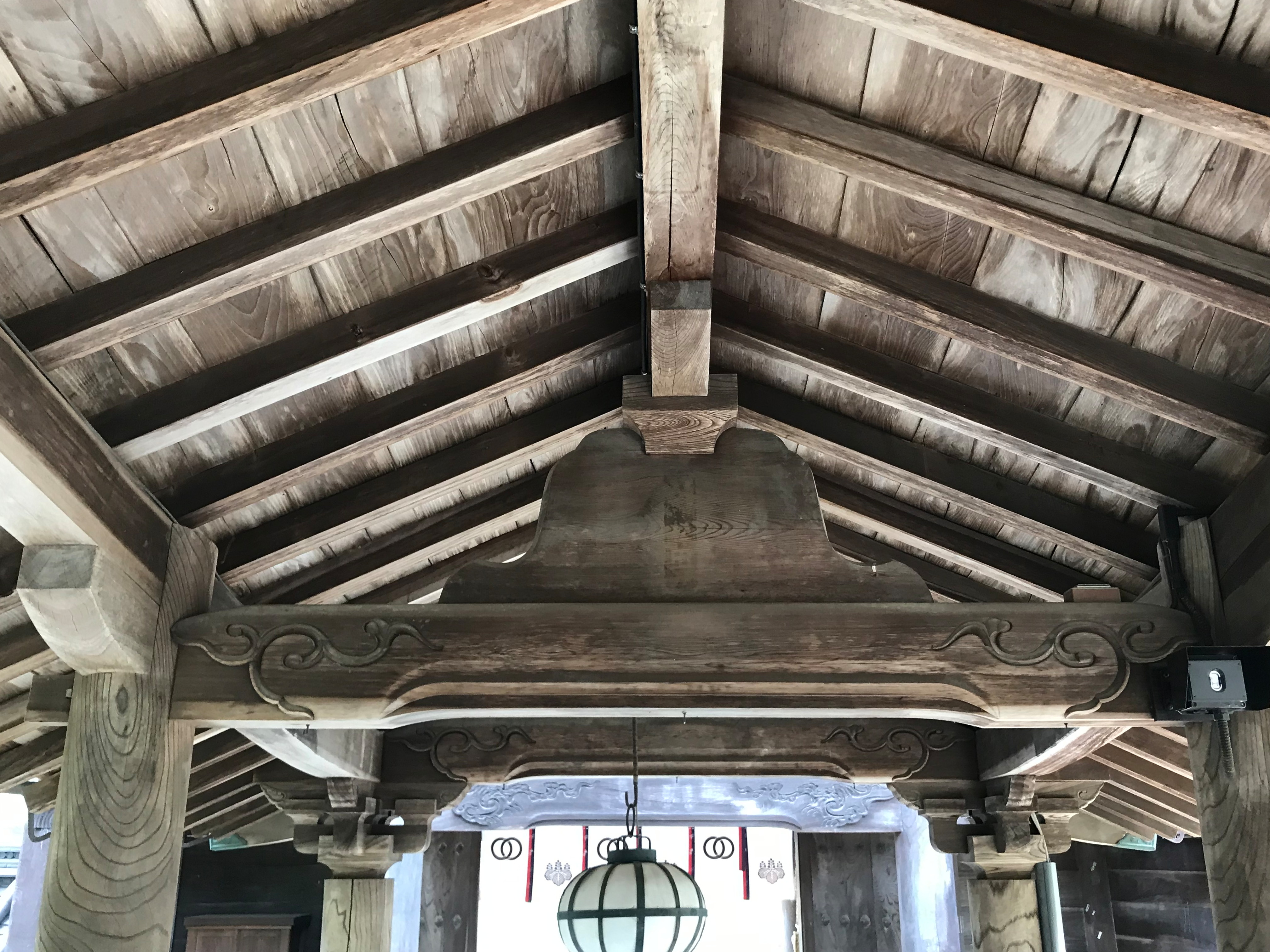
長谷寺登廊板蟇股

板蟇股は奈良時代後期に出現する部材であり、奈良期の蟇股はすべてこれに属する。往々にして虹梁の上につくられ、上の虹梁・桁・棟木などを支える構造的役割を果たした。また、東大寺南大門にみられるよう、遊離尾垂木受けに用いられることもあった。板蟇股は一般に中備として用いられることはなかったが、中世においては福井県明通寺本堂など、まれにそのような例をみることができる。
古い時代の蟇股は構造材としての性質が強く、奈良期の蟇股は高さと厚さがほぼ等しい、あるいは厚さのほうが勝ることすらもあった。唐招提寺講堂のような例外もあるものの一般に巻き込み（目玉）は大きく、同寺金堂のように彩色をおこなったものもある。また、東大寺転害門のように、宝珠形の彫り沈めをほどこしたものもある。平安前期の蟇股について現存するものがないものの、後世の作例から考えるに巻き込みが小さくなっていく過渡期であったと考えられる。平安後期の蟇股は法隆寺西院鐘楼、平等院鳳凰堂翼廊のように、概して厚さが薄く、目玉が小さいことを特徴とする。また、同中堂の蟇股には近藤いわく「繧繝できわめて美しい線の優美な」、宝相華唐草文様が描かれている。
鎌倉時代以降、板蟇股は定型化していき、平安期と比較してその作例は一気に増加していく。また、この時代以降、仏堂建築では天井を張って梁を隠すのが一般的となったため、仏堂では密教本堂の外陣に用いられる例を除いては、四脚門や棟門などにつかわれることが一般的となった。部材はさらに薄くなり、また、繰形部分の幅が広くなり、目玉は斗に接触するようになる。また、目玉はさらに時代が下るにつれ消滅していく。

### 本蟇股

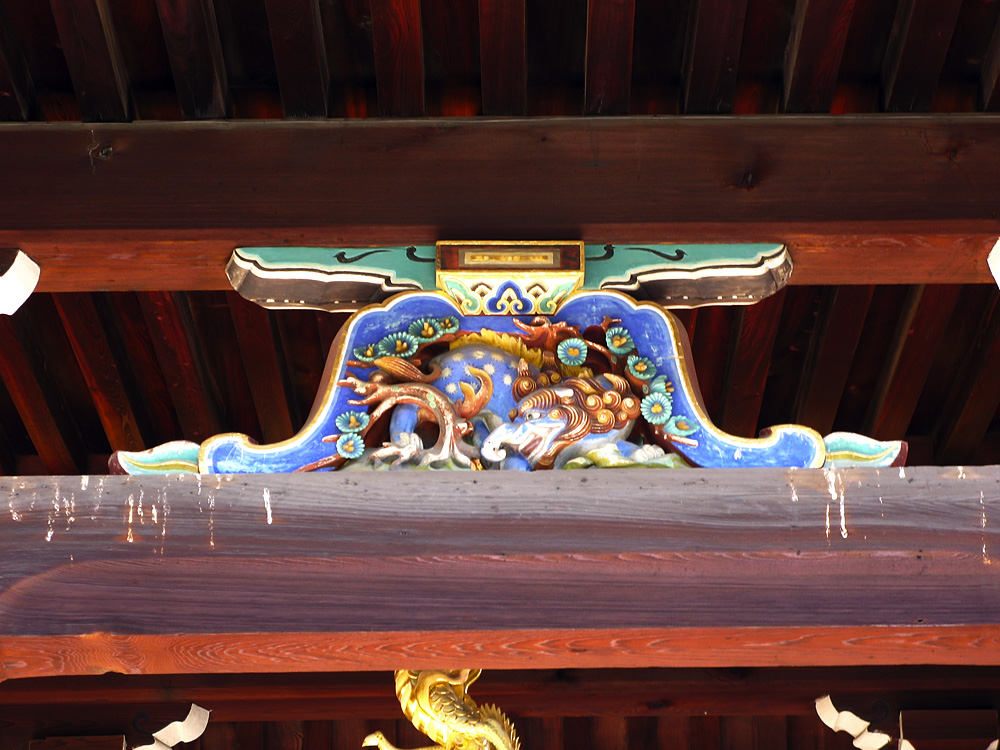
北野天満宮本蟇股

本蟇股は透かし蟇股（すかしかえるまた）、刳抜蟇股（くりぬきかえるまた）などとも呼ばれ、平安後期より現れる。本蟇股は一般に全てが組物間の中備として用いられる。部材の細さゆえ構造的には脆弱であり、装飾の意味が強い。
初期の本蟇股は2材の結合からなる、割束を曲線的にしたような部材であり、中尊寺金色堂および醍醐寺薬師堂が最古の例である。鎌倉時代に入ると1材をくり抜いて作るものが多くなり、不退寺多宝塔などにみられるよう、内部に簡単な「はらわた」が加えられるようになる。これらは左右対称であり、パルメット様である。
室町時代に入ると装飾の左右対称性は薄れ、彫刻はより具象的なものとなる。唐草や鳥・雲といった題材が採用されるようになる。桃山時代に入ると彫刻技術はさらに発達し、海馬や牡丹・獅子・波などを象った絢爛な彫刻がほどこされた。また、輪郭の外に彫刻がはみだすような例もあらわれた。一方ではらわたの発達と並行して輪郭の造形は等閑視されるようになり、桃山時代から江戸時代にかけては近藤いわく「拙い」作例も増えていくようになる。元禄期以降、蟇股の作風は爛熟し、近藤は往時の蟇股について「手は混んでいても低俗醜悪」という評価を下している。しかし明治時代以降は古建築の調査研究が進み、亀岡末吉の東本願寺勅使門にみられるような秀作も現れるようになる。